# Carlos Cavagnaro
Carlos Albert Cavagnaro (né le 9 avril 1946 à Necochea) est un entraîneur argentin de football. Il est connu pour avoir été le plus jeune entraîneur du championnat d'Argentine avec les Argentinos Juniors en 1969, à seulement 22 ans.
Il a dirigé plusieurs sélections nationales (Guatemala, Panama, Grenade, Saint-Christophe-et-Niévès, Philippines et Salvador).